# لويس بيرجر جروب
لويس بيرجر (المعروفة سابقًا باسم بيرجر جروب القابضة) هي شركة هندسية متكاملة الخدمات ، والهندسة المعمارية ، والتخطيط ، وإدارة البيئة ، وإدارة البرامج والبناء والتنمية الاقتصادية ومقرها موريستاون ، نيو جيرسي . تأسست في عام 1953 في هاريسبرج ، بنسلفانيا من قبل الدكتور لويس بيرجر ، توظف الشركة ما يقرب من 6000 موظف في أكثر من 50 دولة حول العالم.  استحوذت دبليو أس بي على الشركة في عام 2018. 
تقدم الشركة خدمات لعملاء الحكومة الفيدرالية وحكومات الولايات والحكومات المحلية ، وكذلك للمؤسسات الدولية متعددة الأطراف والصناعات التجارية. اعتبارًا من سبتمبر 2011 ، تم تصنيف لويس بيرجر كثالث أكبر شريك من القطاع الخاص للوكالة الأمريكية للتنمية الدولية  واحتلت المرتبة رقم 25 في عام 2015 بين شركات التصميم الأمريكية من حيث إجمالي إيرادات الشركة من قبل سجل الأخبار الهندسية . 
وقد عانت الشركة من نكسات في السنوات الأخيرة مع تسوية رسوم الاحتيال الخاصة بالعقود في أفغانستان ؛ الاعتراف بالمسؤولية الجنائية عن انتهاكات قانون الممارسات الأجنبية الفاسدة في تسوية مع وزارة العدل الأمريكية بشأن رشوة الحكومات في آسيا ؛ وحظر البنك الدولي للممارسات الفاسدة.   في عام 2019 ، قرر المجلس الوطني لسلامة النقل أن مراجعة لويس بيرجر غير الكافية للتصميم ساهمت في انهيار جسر المشاة بجامعة فلوريدا الدولية . كما تم انتقادهم لفشلهم في تحديد أهمية التصدع الهيكلي وعدم إعداد خطة علاجية لمعالجته 